# Aleksandr Kobrin
Aleksandr Jewgienjewicz Kobrin (ros. Александр Евгеньевич Кобрин, ur. 20 marca 1980 w Moskwie) – rosyjski pianista; laureat wielu międzynarodowych konkursów pianistycznych.

## Życiorys

### Wykształcenie i praca pedagogiczna
Na fortepianie zaczął grać w wieku pięciu lat. W latach 1985–1998 uczył się w moskiewskiej Specjalnej Szkole Muzycznej przy Instytucie Muzyczno-Pedagogicznym im. Gniesinych (obecnie Rosyjska Akademia Muzyczna im. Gniesinych). W latach 1998–2002 studiował w Konserwatorium Moskiewskim w klasie prof. Lwa Naumowa.
W latach 2003–2010 prowadził zajęcia w Rosyjskiej Akademii Muzycznej im. Gniesinych. Obecnie wykłada w Columbus State University oraz prowadzi kursy mistrzowskie w wielu krajach.

### Kariera pianistyczna
Pierwszy recital dał w 1993, a w wieku kilkunastu lat jeździł z koncertami po wielu krajach Europy. Jest też laureatem licznych konkursów pianistycznych:
- Międzynarodowy Konkurs dla Młodych Muzyków "Premio Mozart 93" w Paryżu (1993) – I nagroda
- Szkocki Międzynarodowy Konkurs Pianistyczny w Glasgow (1998) – I nagroda
- Międzynarodowy Konkurs Pianistyczny im. Ferruccio Busoniego w Bolzano (1999) – I nagroda
- Międzynarodowy Konkurs Muzyki Kameralnej w Caltanisetta (1999) – II nagroda
- XIV Międzynarodowy Konkurs Pianistyczny im. Fryderyka Chopina (2000) – III nagroda
- V Międzynarodowy Konkurs Pianistyczny w Hamamatsu (2003) – II nagroda (ex aequo z Rafałem Blechaczem)
- XII Międzynarodowy Konkurs Pianistyczny im. Van Cliburna (2005) – I nagroda

Występuje w wielu krajach Europy, Ameryki Północnej i Azji. Bierze udział w licznych festiwalach muzycznych. Był jurorem międzynarodowych konkursów pianistycznych w Bolzano, Paryżu, Wiedniu i Moskwie. Nagrał wiele płyt dla wytwórni King Records, Harmonia Mundi, Quartz i Centaur.